# Chiroxiphia
A Chiroxiphia a madarak osztályának verébalakúak (Passeriformes) rendjébe és a piprafélék (Pipridae) családjába tartozó nem.

## Rendszerezésük
A nemet Jean Cabanis írta le 1847-ben az alábbi 5 faj tartozik ide:
- Chiroxiphia boliviana
- Chiroxiphia lanceolata
- díszes pipra (Chiroxiphia caudata)
- kékhátú pipra (Chiroxiphia pareola)
- nyílfarkú pipra (Chiroxiphia linearis)

## Előfordulásuk
Mexikóban, Közép-Amerikában és Dél-Amerikában honosak. A természetes élőhelyük szubtrópusi és trópusi erdők és cserjések.

## Megjelenésük
Testhosszuk 13-15 centiméter közötti. A hímek tollazata nagyrészt fekete, hátukon kék folttal, fejükön vörös, vagy sárga koronával. A tojók és a fiatalok olajzöldek.